# Ikonenmuseum Biedenkopf
Das Ikonenmuseum Biedenkopf bildet eine Abteilung des Schenkbarsches-Haus-Museums, Bei der Kirche 8–9 in Biedenkopf.

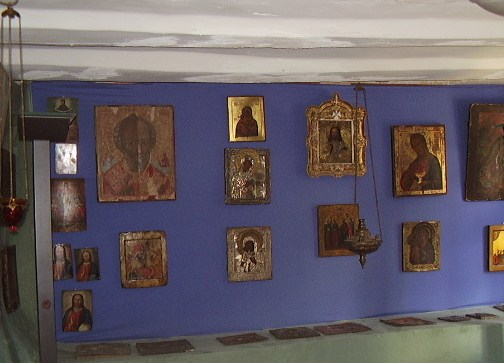
Ikonenmuseum Biedenkopf

## Gründung
Das Ikonenmuseum Biedenkopf fand 2010 zusammen mit einem Textilmuseum seinen Platz im renovierten ältesten Haus der Stadt Biedenkopf, dem Schenkbarschen Haus. Es zeigt eine kleine private Sammlung russischer, griechischer, serbischer und äthiopischer Ikonen und Sakralgeräte.

## Schwerpunkt der Sammlung
Das Ikonenmuseum Biedenkopf bietet Besuchern die Möglichkeit, russische und griechische Ikonen des 16. bis 19. Jahrhunderts erklärt zu bekommen, wobei ein besonderer Schwerpunkt auf der Erläuterung der bildlichen Umsetzung zentraler orthodoxer Theologie liegt. Hier findet sich aber auch eine ansehnliche Sammlung von Stücken, die die Herstellung von Ikonen und Ikonenbeschlägen verdeutlichen, wie Übungsbretter aus Malschulen und Matrizen für Ikonenbeschläge. Ein weiterer Schwerpunkt liegt auf der Restaurierung von Ikonen. Der Fokus der Sammlung liegt dabei weniger auf besonders großen, besonders schönen oder überreich vergoldeten Ikonen, sondern richtet den Blick in erster Linie auf theologisch anspruchsvolle Darstellungen und die Entwicklung von Bildthemen sowie der orthodoxen Bildertheologie.

## Leitung
Die Leitung des Museums liegt bei dem evangelischen Diplomtheologen und Ikonenrestaurator Christoph Kaiser.